# Aon Center (Chicago)
Pour les articles homonymes, voir Aon Center.
L'Aon Center (anciennement Standard Oil Building puis Amoco Building) est un gratte-ciel de la ville de Chicago, dans l'État de l'Illinois, aux États-Unis. Il est situé au 200 East Randolph Street, juste en face de Millennium Park et de Grant Park, dans le quartier de New Eastside, dans la partie nord-est du secteur financier du Loop (Downtown Chicago).
Construite en 1973 par l'architecte Edward Durell Stone, en partenariat avec le cabinet d'architectes Perkins+Will, la tour est de forme rectangulaire et d'apparence assez basique. De couleur blanche, la façade est en granite. C'est le quatrième plus haut bâtiment de la ville après la Willis Tower, la Trump Tower et le St. Regis Chicago, et le douzième des États-Unis.
Le bâtiment est la propriété des hommes d'affaires Mark Karasick et Victor Gerstein et est géré par JLL (Jones Lang LaSalle), une société américaine spécialisée dans le conseil en immobilier d'entreprise qui possède également son siège social dans la tour. L'Aon Center abrite l'un des deux sièges sociaux de la Kraft Heinz Company, une entreprise agroalimentaire américaine, l'autre bureau étant situé à Pittsburgh (Pennsylvanie). Le bâtiment abritait autrefois le siège international des compagnies Aon (aujourd'hui basée à Londres) et Amoco (avant sa fusion avec la firme britannique BP,,,). En revanche, la filiale américaine d'Aon plc y possède toujours son siège social.
Avec ses 83 étages et ses 1 136 pieds (soit 346 mètres), l'Aon Center devient à son achèvement le plus haut bâtiment de Chicago, le deuxième plus haut des États-Unis après l'Empire State Building et le quatrième plus haut du monde. Cependant, il fut rapidement dépassé par la Sears Tower (aujourd'hui connue sous le nom de « Willis Tower ») qui devient, du haut de ses 443 mètres, le plus haut gratte-ciel du monde à son achèvement.
L'Aon Center est similaire à la First Canadian Place à Toronto, dans sa conception et son aménagement. La seule différence de conception majeure est l'orientation des fenêtres qui peut être remarquée en comparant des images extérieures des deux bâtiments.

## Histoire

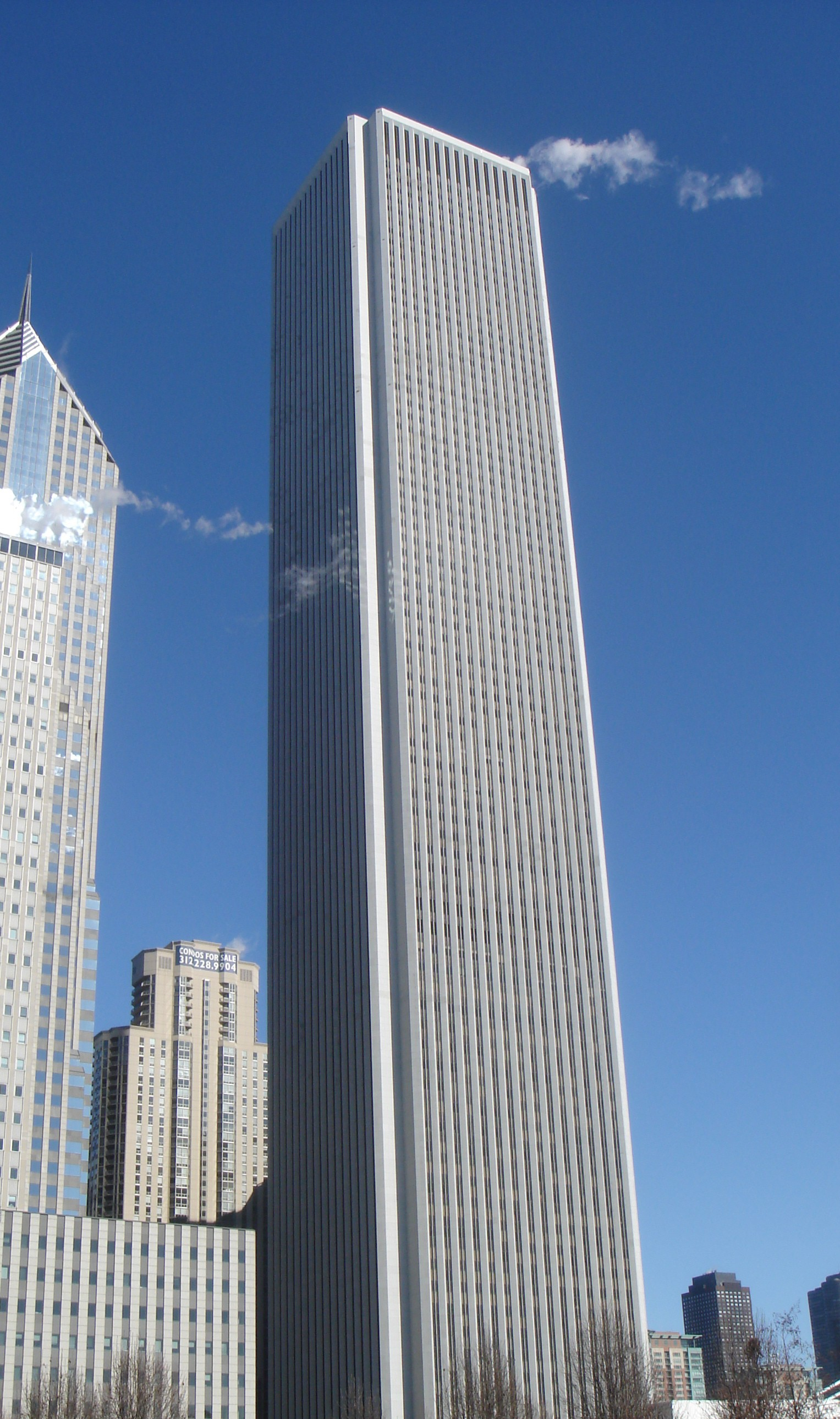
L'Aon Center vu depuis le Millennium Park.

D'abord baptisé « Standard Oil Building », du nom de son principal occupant (la Standard Oil Company of Indiana), le bâtiment est conçu dans le style international par l'architecte Edward Durell Stone et sa construction s'achève en 1972.
En 1985, la compagnie pétrolière Standard Oil, propriétaire du bâtiment à ce moment-là, change de nom pour « Amoco », l'immeuble est donc renommé « Amoco Building ».
L'ancien siège de la Standard se trouvait au 910 S. Michigan Avenue. Ce bâtiment a été construit en 1911 par la Karpen Brothers Furniture Company et a été acheté par Standard en 1927. Lorsque le nouveau Standard Oil Building a été achevé en 1973, il était le plus haut bâtiment de Chicago et le quatrième du monde, ce qui lui a valu le surnom de « Big Stan ». La même année, la Sears Tower (appelée aujourd'hui Willis Tower), un autre gratte-ciel de Chicago, l'a dépassé en tant que plus haut bâtiment de la ville (la Sears Tower était également la plus haute du monde à son achèvement). Cependant, la Sears Tower était déjà achevée en mai 1973. Lorsque l'Aon Center a ouvert ses portes, il était le quatrième plus haut bâtiment achevé au monde, seulement dépassé en hauteur par les tours jumelles du World Trade Center et de l'Empire State Building à New York.
À l'origine, la façade du gratte-ciel était entièrement recouverte de marbre de Carrare de 1,25 pouce d'épaisseur (~30 mm). Cependant, après une vingtaine d'années d'exposition à la rudesse du climat de Chicago et de sa proximité avec le lac Michigan, le marbre fut peu à peu endommagé. Entre 1990 et 1992, la façade de l'Aon Center fut complètement rénovée et remplacée par du granite de 2 pouces d'épaisseur (~50 mm). Le montant des travaux est alors estimé entre 60 000 000 dollars et 80 000 000 dollars selon les responsables du bâtiment.
Le bâtiment utilise un système structurel tubulaire en acier avec des colonnes périmétriques en forme de V pour résister aux tremblements de terre, réduire les oscillations, minimiser la flexion des colonnes et maximiser l'espace sans colonnes. Cette méthode de construction fut également utilisée pour les tours jumelles du World Trade Center à New York.
En 1998, l'Amoco Building est vendu pour un prix non communiqué. Plus tard, il est renommé « Aon center » et est vendu de nouveau en mai 2003.
Le bâtiment est situé entre le Two Prudential Plaza (à l'ouest) et le Blue Cross Blue Shield Tower (à l'est) et les plans d'origine devaient relier les deux bâtiments par une passerelle souterraine, mais le projet n'a jamais été réalisé.

## Architecture

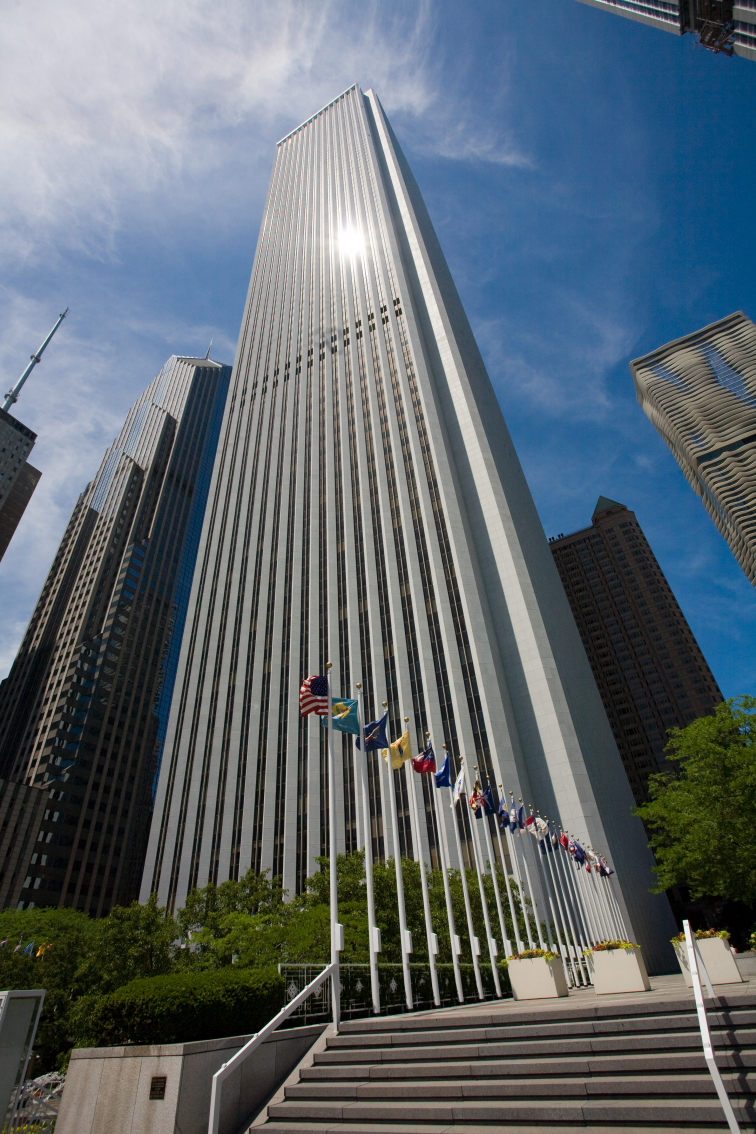
Le bâtiment vu depuis Randolph Street.

Les architectes Lawrence Perkins (1907-1998) et Philip Will Jr. (1906-1985) du cabinet Perkins+Will utilisèrent une forme structurelle relativement nouvelle pour la conception de cette tour. Les ascenseurs et autres services sont regroupés au niveau du noyau central, tandis que les colonnes périmétriques définissent un tube extérieur. Les tubes intérieurs et extérieurs furent reliés par des fermes (charpente) qui supportent les grandes surfaces de plancher ouvertes, et l'ensemble constitue la structure qui maintient le bâtiment debout.
Une structure tubulaire similaire fut utilisée dans la conception de la Willis Tower (anciennement « Sears Tower ») et du 875 North Michigan Avenue (anciennement « John Hancock Center »), toutes les deux en cours de construction à la même époque.
Le 14 mai 2018, les propriétaires du bâtiment dévoilèrent leur projet de création d'un observatoire appelé « Sky Summit » comprenant un manège à sensations fortes sur le toit du bâtiment. Financé à hauteur de 185 millions de dollars, le projet devrait comprendre l'ascenseur extérieur le plus haut du monde ainsi qu'un nouveau pavillon d'entrée. Cependant, l'observatoire était censé être achevé courant 2022, mais il fut annoncé que la pandémie de Covid-19 retarda les plans de construction d'environ un an,.

### Revêtement
Une fois achevé, il s'agissait du plus haut bâtiment du monde entièrement recouvert de 43 000 plaques de marbre italien de Carrare. Le marbre utilisé était plus fin que ce qui avait été tenté auparavant pour le revêtement d'un bâtiment, ce qui s'est rapidement avéré être une erreur. Le 25 décembre 1973, durant la construction du bâtiment, une plaque de marbre de 350 livres s'est détachée de la façade et a pénétré dans le toit du One Prudential Plaza situé à proximité.
En 1985, une inspection révéla la présence de nombreuses fissures et de courbures dans le revêtement en marbre de l'immeuble. Pour remédier au problème, des sangles en acier inoxydable furent ajoutées pour maintenir le marbre en place.

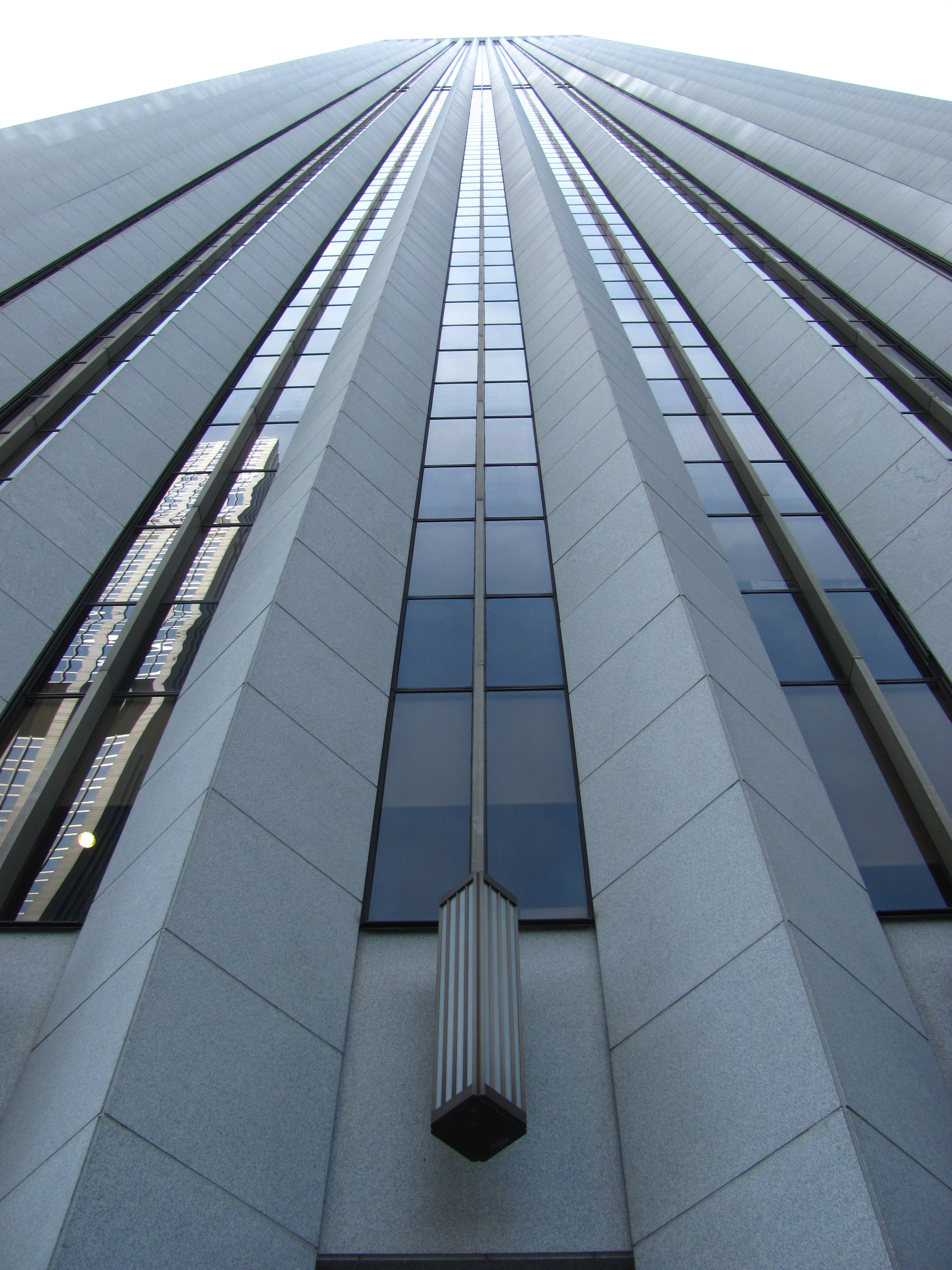
Vue du rez-de-chaussée.

Plus tard, de 1990 à 1992, l'ensemble du bâtiment fut recouvert de granite blanc en provenance de la ville de Mount Airy, en Caroline du Nord, pour un coût estimé à plus de 80 millions de dollars. Amoco ne souhaita pas divulguer le montant réel, mais il représentait bien plus de la moitié du prix d'origine du bâtiment, sans tenir compte de l'inflation. Les deux tiers du marbre mis au rebut furent concassés et utilisés comme décoration paysagère à la raffinerie d'Amoco à Whiting, dans l'Indiana, environ un sixième fut donné à la Governors State University à University Park, et un autre sixième fut donné à Regalo, une division de Lashcon Inc.
Grâce à une subvention du département des services de réhabilitation de l'Illinois, les 25 travailleurs handicapés de Regalo ont sculpté le marbre mis au rebut pour en faire divers articles spécialisés tels que des cadeaux d'entreprise et des souvenirs, notamment des horloges de bureau et des porte-stylos.
La façade du bâtiment ressemble quelque peu à celles des tours nord (1972-2001) et sud (1973-2001) de l'ancien complexe du World Trade Center à New York en raison de l'orientation vers le haut de la tour.

### Éclairage extérieur
Au cours de ces dernières années, des aménagements furent réalisés pour illuminer les étages supérieurs de l'immeuble. Chaque nuit, grâce à un système de diodes électroluminescentes (LED) puissant à changement rapide et à basse consommation, des couleurs spécifiques illuminent le haut du bâtiment reflétant chacune une saison, un évènement ou une fête particulière. Le orange par exemple est utilisé pour Thanksgiving, le vert ou le rouge pour Noël, et le rose pendant le Mois national de la sensibilisation au cancer du sein (National Breast Cancer Awareness Month, aussi connu comme « Octobre rose »). Les thèmes utilisés dans l'éclairage de nuit de l'Aon Center sont similaires pour les antennes de la Willis Tower et du 875 North Michigan Avenue ainsi que pour les étages supérieurs du Merchandise Mart.

## Désignation
En 1985, le Standard Oil Building fut rebaptisé « Amoco Building » lorsque la société changea de nom pour devenir « Amoco Corporation ». En 1998, Amoco vendit le bâtiment au Blackstone Group pour un montant non divulgué (estimé entre 430 et 440 millions de dollars). Le 30 décembre 1999, le bâtiment fut rebaptisé « Aon Center », bien que l'Aon Corporation ne devienne le principal locataire du bâtiment qu'en septembre 2001. En mai 2003, Wells Real Estate Investment Trust, Inc. acquit l'immeuble pour un montant compris entre 465 et 475 millions de dollars. Le 10 août 2007, Wells Real Estate Investment Trust, Inc. changea de nom et devint « Piedmont Office Realty Trust, Inc. ».
En 2015, les investisseurs immobiliers Mark Karasick et Victor Gerstein rachetèrent l'immeuble à la société Piedmont pour 713 millions de dollars.

## Points d'intérêts
L'Aon Center bénéficie d'une situation avantageuse, en effet le bâtiment se trouve à proximité immédiate de nombreux points d'intérêts de la ville : les plages de sable et les promenades situées en bordure du lac Michigan à l'est, la jetée Navy (une jetée longue de près d'un kilomètre comprenant un parc d'attractions et de loisirs), le phare de Chicago (un phare historique datant de l'époque de l'Exposition universelle de 1893 et aujourd'hui inscrit au patrimoine de la ville), le pavillon Jay Pritzker et la Cloud Gate (deux des attractions phares du Millennium Park, à l'angle nord-ouest de Grant Park) au sud, la Chicago Riverwalk (une voie piétonnière longeant la rivière Chicago) au nord, ainsi que les nombreux bâtiments classés au patrimoine qui bordent Michigan Avenue (dans le district historique de Michigan Boulevard District) à l'ouest.